# Rubik Ernő Zoltán
Rubik Ernő Zoltán (Budapest, 1981. december 26. –) zeneszerző, jazz-zongorista. Rubik Ernő gépészmérnök, pilóta unokája, Rubik Ernő építész, játéktervező fia.

## Pályafutása
A Fillér utcai Általános Iskolában tanult, majd a Városmajori Gimnázium angol-számítástechnikai szakán érettségizett 2000-ben. 1998 és 2004 között az Erkel Ferenc Zeneiskola jazz-zongora szakán tanult. Felvételt nyert a Bartók Béla Zeneművészeti Szakközépiskola és Konzervatórium zeneszerzés szakára, ahol 2000 és 2004 között Kocsár Miklósnál és Fekete Győr Istvánnál tanult. 2003 nyarán a Nemzetközi Bartók Szeminárium zeneszerzés kurzusán is részt vett, ahol Michael Jarrel, Jonathan Harvey és Marco Stroppa voltak a mesterei. 2011-ben a Liszt Ferenc Zeneművészeti Egyetem hallgatója volt zeneszerzés szakon. 
Magántanártól tanult zongorázni 10 éves korától. Ezután szintetizátoron, később pedig számítógépen foglalkozott zeneszerzéssel. Fő alkotói területe az improvizatív zene. Saját zenekara a rubik.erno.quintet, amely free jazz és elektronikus zene, improvizált zajzene és popzene ötvözetét játssza. 2012-ben jelentette meg bemutatkozó CD-jét zenekarával Plasms címmel.

## Zeneszerzői és színházi munkái
- Mary és Max (bemutató: 2016. április 8. Bethlen Téri Színház)
- Orgonamátrix (bemutató: 2015. október 8. MÜPA)
- Áldja meg az Isten, Mr. Vonnegut (bemutató: 2012. március 10. KOMA Bázis)
- Cupido és a Halál (bemutató: 2009. június 19. Bárka Színház)
- ÉN-EK zene (bemutató: 2008. március 7. Zéró Balett)
- hamlet.ws (bemutató: 2007. január 27. Krétakör Produkció)
- Líra és Epika (bemutató: 2009. április 9. KOMA Bázis)
- Masszív (bemutató: 2003. január 17. Zéró Balett)
- Oszd Meg! (bemutató: 2014. május 16. Thália Színház)
- Pillanat-skálák / Momentary scales (bemutató: Szikra cool*tour*house)
- Vermont Counterpoint (bemutató: Bakelit)